# Петровське підгір'я
Петровське підгір'я (Petrovské podhorie) — гірський масив в Словаччині; геоморфологічна підодиниця масиву Східнословацькі пагорби. Найвища гора — Дубравка (397 м.) Середні висоти — 115 метрів.. Місце розташування — Кошицький край.
Протікає Торошков потік.